# マサイマラ国立保護区

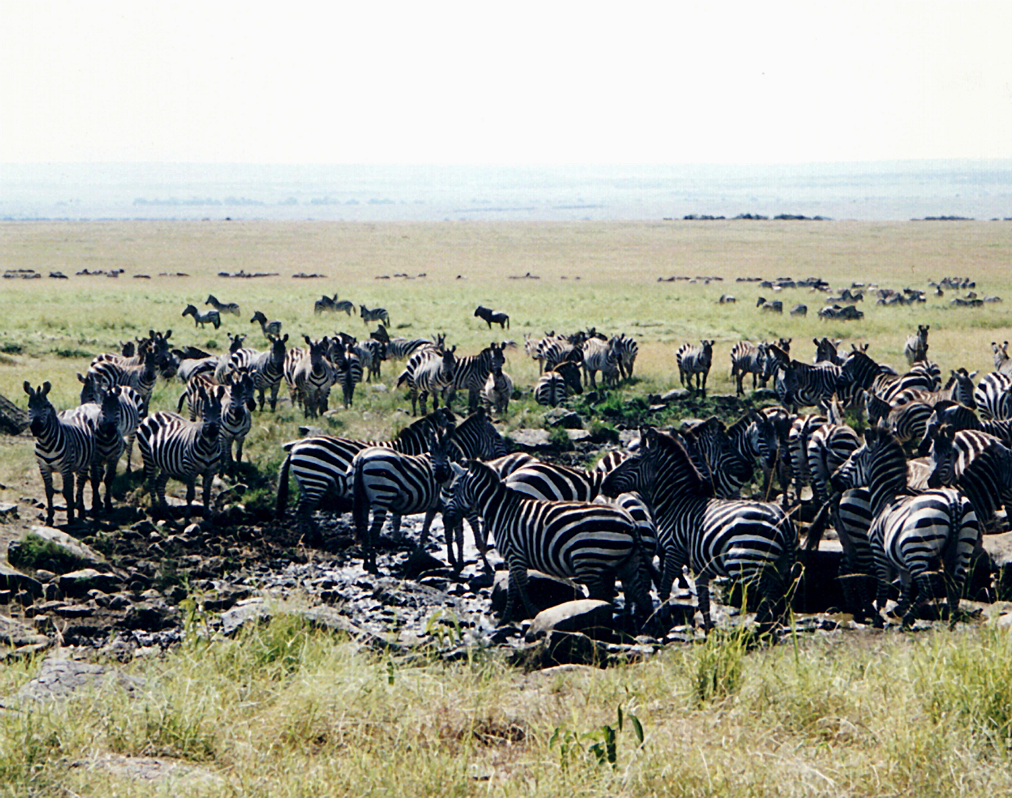
マサイマラ国立保護区にシマウマ

マサイマラ国立保護区（マサイマラこくりつほごく、Masai Mara）はケニア南西部、タンザニアとの国境沿いに位置する総面積1,812平方キロメートルの国立保護区。

## 概要
国が直接管理する国立公園ではなく、地方自治体が管理する「国立保護区」である。国境を挟んで南に広がるセレンゲティ国立公園 （タンザニア共和国） の北部地域として同一エコ･システム（生態系）を形成しており、両地域を季節ごとに巡るヌー （ウシカモシカ） とシマウマの季節移動「グレート･マイグレーション」はつとに有名。名称はマサイ族とマラ川（en:Mara River）に由来する。
肉食獣・草食獣ともに、生息する種類数・個体数の豊富さでケニア随一と言える野生王国であり、観光に外貨収入の多くを頼るケニア共和国にとり貴重な自然資源となっている。しかし近年、周辺部の人口増加に伴う農耕地・家畜放牧地の需要の高まりが著しく、一次産業に依存する周辺住民と野生生物の共存という、難しい問題に直面している。

## 備考
1. ↑  
“Protected Planet – Masai Mara”. protectedplanet.net.   UNEP-WCMC. 2015年8月6日閲覧。
2. ↑  『ニュートン』2018年2月号、ニュートンプレス、 20頁。